# Doux (Ardenas)
Doux é uma comuna francesa na região administrativa de Grande Leste, no departamento Ardenas. Estende-se por uma área de 6,3 km². Em 2010 a comuna tinha 102 habitantes (densidade: 16,2 hab./km²).